# Hu Xiansu

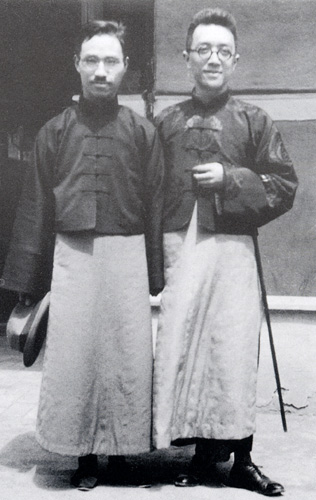
Hu Xiansu (links) mit Hu Shih

Hu Xiansu (chinesisch 胡先驌 / 胡先骕, Pinyin Hú Xiānsù, W.-G. Hu Hsien-Su, * 24. Mai 1894 in Nanchang, Provinz Jiangxi; † 16. Juli 1968 in Peking) war ein chinesischer Botaniker, Pädagoge und Kulturwissenschaftler. Er war der Gründervater der botanischen Taxonomie Chinas und – zusammen mit Qian Chongshu – Vorkämpfer einer modernen chinesischen Botanik. Darüber hinaus war er auch einer der Begründer der modernen Biologie Chinas. In botanischer Literatur wird er meist mit dem Namen Hsen-Hsu Hu zitiert. Sein offizielles botanisches Autorenkürzel lautet „Hu“.
Anfang der 1920er Jahre gründete er zusammen mit Mei Guangdi die geisteswissenschaftliche Zeitschrift Xueheng (学衡 The Critical Review), die sich dem Schutz und der Verteidigung der Kultur Chinas widmete und zur Entwicklung der Guoxue (国学) beitrug, also einer auf das vorklassische China, insbesondere den Konfuzianismus konzentrierten Geisteswissenschaft. Die Hochschätzung westlicher Kultur, wie sie von Hu Shi und anderen vertreten wurde, missbilligte er.
Anfang der 1950er Jahre kritisierte Hu Xiansu öffentlich die damals in der Sowjetunion verbreitete Theorie Lyssenkos, dass erworbene Eigenschaften vererbt würden. Zusammen mit Tan Jiazhen vertrat er die Entwicklung einer auf Genen fußenden Vererbungslehre nach Mendel-Morganschen Regeln. Da sowjetische Dogmen zu dieser Zeit für chinesische Wissenschaftler bindend waren, wurde Hu Xiansu dafür politisch scharf kritisiert.

## Leben und Wirken
Hu Xiansu wurde am 24. Mai 1894 in Nanchang, Provinz Jiangxi, geboren. Von 1909 bis 1913 absolvierte er das Propädeutikum an der Jingshi Daxue Tang (京师大学堂), der späteren Beijing-Universität. Es schloss sich von 1913 bis 1916 das Studium mit B.A.-Abschluss an der Fakultät für Forstwirtschaft des College of Agriculture der Universität von Kalifornien, Berkeley an.
1916 bis 1918 war er stellvertretender Leiter des Lushan-Forstamtes in der Provinz Jiangxi. 1918 bis 1923 war Hu Xiansu Professor für Agrarwissenschaften und Dekan der Biologischen Fakultät an der Pädagogischen Fachhochschule Nanjing (Nanjing Gaodeng Shifan Xuexiao 南京高等师范学校), ab 1921 Staatsuniversität des Südostens (Guoli Dongnan Daxue 国立东南大学), der späteren Nanjing-Universität (南京大学).
Anschließend studierte er an der Harvard-Universität (1923 bis 1925) mit Abschlüssen M.A. und Ph. D. in botanischer Taxonomie.
An der Nanjing-Universität („Staatsuniversität des Südostens“) war er von 1925 bis 1928 Professor sowie Leiter der Botanischen Abteilung des Biologischen Instituts der „Wissenschaftlichen Gesellschaft Chinas“ (中国科学社).
1928 gründete er in Peking zusammen mit dem manjurischen Zoologen Bing Zhi das „Jingsheng Forschungsinstitut für Biologie“ (静生生物调查所), den Vorläufer der Zoologischen und Botanischen Forschungsinstitute der Academia Sinica (中国科学院). Der Name Jingsheng stand dabei für den berühmten Pädagogen und frühen Förderer biologischer Wissenschaften Fan Yuanlian (范源濂, 1876–1927), der mit zì-Namen Fan Jingsheng hieß.
Von 1928 bis 1932 war er auch Leiter der Botanischen Abteilung des „Jingsheng Forschungsinstituts für Biologie“, gleichzeitig Professor an den Biologischen Fakultäten der Peking-Universität und der Pädagogischen Universität Peking.
Von 1932 bis 1940 war Hu Xiansu Direktor des „Jingsheng Forschungsinstituts für Biologie“. In dieser Zeit führte er die beiden oben genannten Biologie-Professuren an den großen Pekinger Universitäten weiter und beteiligte sich an der Entstehung der „Botanischen Gesellschaft Chinas“ (中国植物学会). Um die gleiche Zeit erfolgte die Gründung und der Aufbau des „Botanischen Wald-Gartens“ in Lushan und des „Forschungsinstituts für Botanik der Agrar- und Forstwissenschaften Yunnans“, dem Vorläufer des heutigen Botanischen Forschungsinstituts Kunming der Academia Sinica (中国科学院昆明植物研究所).
Von 1940 bis 1944 war er Gründungsrektor der Zhongzheng-Universität (中正大学), der späteren Jiangxi Normal Universität (江西师范大学).
Den Posten des Direktors des „Jingsheng Forschungsinstituts für Biologie“ übte er von 1946 bis 1949 aus.
Im Jahre 1946 gelang ihm zusammen mit Professor Zheng Wanjun von der Nationalen Zentral-Universität (Guoli Zhongyang Daxue 国立中央大学) die Entdeckung und Benennung des lebenden Fossils Shuishan (水杉), des Urweltmammutbaums (Metasequoia glyptostroboides) aus der Familie der Zypressengewächse (Cupressaceae). Der Fundort lag im damaligen Kreis Wan (万县) der Provinz Sichuan, dem heutigen Stadtbezirk Wanzhou (万州区) der regierungsunmittelbaren Stadt Chongqing.
Von 1950 bis 1968 war Hu Xiansu Wissenschaftsrat (im Rang eines Professors) an den Forschungsinstituten für Botanische Taxonomie und für Botanik der Academia Sinica.
Am 16. Juli 1968 verstarb er in Peking.

## Ehrungen
Nach Hu benannt ist die Gattung Huodendron Rehder aus der Familie der Storaxbaumgewächse (Styracaceae) und Huthamnus Tsiang aus der Familie der Hundsgiftgewächse (Apocynaceae).

## Werke
- Icones filicum sinicarum (zusammen mit R.-C. Ching), 1930
- Icones plantarum sinicarum (zusammen mit Woon-Young Chun), 1927–1937

## Einzelbelege
1. ↑  Judith Shapiro: Mao's war against nature - Politics and the Environment in Revolutionary China. Cambridge University Press, Cambridge 2001, ISBN 978-0-521-78680-5, S. 26
2. ↑   Lotte Burkhardt: Verzeichnis eponymischer Pflanzennamen. Erweiterte Edition. Botanic Garden and Botanical Museum Berlin, Freie Universität Berlin, Berlin 2018.

| Personendaten    | Personendaten                                              |
| ---------------- | ---------------------------------------------------------- |
| NAME             | Hu Xiansu                                                  |
| ALTERNATIVNAMEN  | Hsen-Hsu Hu                                                |
| KURZBESCHREIBUNG | chinesischer Botaniker, Pädagoge und Kulturwissenschaftler |
| GEBURTSDATUM     | 24. Mai 1894                                               |
| GEBURTSORT       | Nanchang, Provinz Jiangxi                                  |
| STERBEDATUM      | 16. Juli 1968                                              |
| STERBEORT        | Peking                                                     |